# Szarża pod Rokitną (obraz Wojciecha Kossaka)
Szarża pod Rokitną – obraz olejny namalowany przez polskiego malarza Wojciecha Kossaka w 1934, znajdujący się w zbiorach Muzeum Wojska Polskiego w Warszawie.
Obraz przedstawia szarżę 2 szwadronu II Brygady Legionów Polskich pod Rokitną 13 czerwca 1915 w czasie I wojny światowej. Na obrazie widać moment szturmu polskich ułanów w austro-węgierskich mundurach na linię okopów, obsadzoną przez żołnierzy rosyjskich. Widoczne w tle wybuchy pochodzą od pocisków własnej artylerii, która rozpoczęła ogień już po przełamaniu pierwszej pozycji Rosjan.